# Filippo Ruffini
Filippo Ruffini (anche Ruffini Gezza) (Roma, 1315 circa – Roma, 22 maggio 1386) è stato un cardinale e vescovo cattolico italiano, chiamato il Cardinale di Tivoli.

## Biografia
Verso il 1330 entrò nell'Ordine dei Predicatori; in seguito fu penitenziere nella Basilica patriarcale vaticana.
Nel dicembre del 1362 fu eletto vescovo di Isernia; l'8 novembre 1367 fu trasferito alla sede di Tivoli, dove celebrò un sinodo nel 1369.
Fu creato cardinale presbitero con il titolo di Santa Susanna da papa Urbano VI nel concistoro del 18 settembre 1378. Fu autore di un commentario sulla fisica di Aristotele.
Morì a Roma il 22 maggio 1386 e fu sepolto nel convento di Santa Sabina.